# 6-я пехотная дивизия (вермахт)
6-я пехотная дивизия (нем. 6. Infanterie-Division) — тактическое соединение сухопутных войск нацистской Германии. Она была сформирована в 1934 году как стандартная пехотная дивизия и принадлежала к первой волне мобилизации. Она приняла участие во французской кампании 1940 года и войне против СССР. Была уничтожена советскими войсками в ходе операции «Багратион» летом 1944 года. 25 июля 1944 года остатки дивизии были использованы для создания новой 6-й гренадерской дивизии, которая была уничтожена советскими войсками в ходе Висло-Одерской операции в январе 1945 года. В марте 1945 года восстановлена в третий раз под изначальным названием. Капитулировала в мае 1945 года вместе группой армий «Центр».

## 6-я пехотная дивизия
Дивизия была сформирована в октябре 1934 года в Билефельде на основе 16-го пехотного полка 6-й пехотной дивизии Рейхсвера. Первоначально в целях дезинформации штаб дивизии носил название «военное управление Билефельда», затем «начальник пехоты VI» (Infanterieführer VI). Когда в октябре 1935 года официально было объявлено о создании вермахта, дивизия стала именоваться 6-й пехотной и была подчинена командованию 6-го корпусного округа. В состав дивизии вошли 18-й, 37-й и 58-й пехотные полки.
Во время подготовки к боевым действиям против Чехословакии во время Судетского кризиса 1938 г. 6-я пехотная дивизия в составе своего 6-го армейского корпуса вошла в состав 5-й армии, развёрнутой на границе с Францией.
Накануне вторжения в Польшу в 1939 году дивизия, как и все войска 2-го главного командования вермахта, преобразованного в группу армий «С», была мобилизована в первой волне и развёрнута на Западном фронте в составе 24-й армейский корпус 1-й армии в районе Саара.
В январе 1940 года дивизия была переброшена в район Мозеля в распоряжение 16-й армии. В ходе французской кампании 1940 года дивизия действовала в составе 38-го армейского корпуса генерала Манштейна, подчинённого командованию 4-й армии из состава группы армий «Б». До марта 1941 года дивизия находилась во Франции в районе Гранвиля.
В апреле 1941 года дивизию перебросили в Восточную Пруссию для подготовки к вторжению в Советский Союз. В операции дивизия действовала в составе «родного» 6-го корпуса 9-й армии группы армий «Центр», нанося удар на Алитус — Минск.
В начале августа советская 243-я стрелковая дивизия, согласно приказу командования, перешла в наступление. В районе деревни Баево бойцы дивизии разгромили части 6-й и 26-й немецких дивизий.
В ходе битвы за Москву, 6-я пехотная дивизия дошла до района Ржева и действовала против советского Калининского фронта в полосе Торжок — Калинин, где была остановлена на реке Тьма. В течение 1942 года дивизия участвовала в отражении советских атак в этом районе, причём особенно отличился командир 18-го пехотного полка 6-й дивизии полковник Карл Беккер. Он возглавил боевую группу своего имени, которая использовалась как «пожарная бригада», ликвидировавшая наиболее опасные прорывы.
Карл Беккер был приговорен в 1945 году в советском плену военным судом по делу о военных преступлениях в Калинине к 25 годам лишения свободы. В качестве причины было указано его поведение в качестве городского командира Ржева с 1941 до 1942 года.
После вывода германских войск из ржевского выступа в марте 1943 года дивизия придавалась различным корпусам и армиям группы армий «Центр», участвуя, в частности, в битве на Курской дуге.
В июне 1944 года дивизия была уничтожена советскими войсками в ходе операции «Багратион» в составе 35-го армейского корпуса.

## 6-я народно-гренадерская дивизия
25 июля 1944 года в 6-м корпусном военном округе на базе частей 552-й гренадерской дивизии и переформирования остатков разгромленной 6-й пехотной дивизии была создана новая 6-я гренадерская дивизия (6. Volksgrenadier-Division). 9 октября 1944 года 6-я гренадерская дивизия была переименована в 6-ю народно-гренадерскую дивизию.
В декабре 1944 года не закончившая формирование дивизия использовалась для обороны на Висле и в январе 1945 года была уничтожена советскими войсками в ходе Висло-Одерской операции.

## 6-я пехотная дивизия (2-го формирования)
В марте 1945 года на основе Дрезденской резервной дивизии (Schatten-Division Dresden) и остатков 6-й народно-гренадерской дивизии была создана третья инкарнация соединения, на этот раз под первоначальным названием 6-я пехотная дивизия. С апреля она действовала в составе 17-й армии группы армий «Центр» в Силезии. В мае 1945 года капитулировала вместе с группой армий «Центр».

## Командиры дивизии
- генерал-лейтенант Арнольд фон Бигелебен, с 1 марта 1938 г.
- генерал пехоты Хельге Аулеб, с 11 октября 1940 г.
- генерал пехоты Хорст Гроссман, с 21 января 1942 г.
- генерал-лейтенант Эгон фон Найндорф, с 16 декабря 1943 г.
- генерал-майор Александр Конради, с 12 января 1944 г.
- генерал-майор Гюнтер Кламт, с 19 января 1944 г.
- генерал-лейтенант Вальтер Гейне, с 1 июня 1944 г.
- генерал-лейтенант Отто-Герман Брукер, с июля 1944 г.
- генерал-майор Фридрих-Вильгельм Лигман, с 4 апреля 1945 г.

## Организация
1939 год
- 18-й пехотный полк (Infanterie-Regiment 18)
- 37-й пехотный полк (Infanterie-Regiment 37)
- 58-й пехотный полк (Infanterie-Regiment 58)
- 6-й артиллерийский полк (Artillerie-Regiment 6)
- 6-й батальон АИР (Beobachtungs-Abteilung 6)
- 6-й дивизион противотанковой обороны (Panzerabwehrabteilung 6)
- 6-й разведывательный батальон
- 6-й батальон связи (Nachrichtenabteilung 6)
- 6-й саперный батальон (Pionier-Bataillon 6)
- 6-й санитарный батальон (Sanitätsabteilung 6)

1942 год
- 18-й пехотный полк
- 37-й пехотный полк
- 58-й пехотный полк
- 6-й артиллерийский полк
- 6-й батальон самокатчиков
- 6-й противотанковый артиллерийский дивизион
- 6-й саперный батальон
- 6-й батальон связи
- 6-й запасной батальон
- войска снабжения 6-й пехотной дивизии

1943-45 годы
- 18-й гренадёрский полк (Grenadier-Regiment 18)
- 37-й гренадёрский полк (Grenadier-Regiment 37)
- 58-й гренадёрский полк (Grenadier-Regiment 58)
- 6-й артиллерийский полк (Artillerie-Regiment 6)
- 6-й противотанковый артиллерийский дивизион (Panzerjäger-Abteilung 6)
- 6-й фузилёрский батальон (Füsilier-Battalion 6)
- 6-й саперный батальон (Pionier-Bataillon 6)
- 6-й батальон связи
- 6-й запасной батальон
- части снабжения 6-й гренадёрской дивизии

## Награждённые Рыцарским крестом Железного креста

### Рыцарский Крест Железного креста (16)
- Арнольд фрайхерр фон Бигелебен, 05.08.1940 — генерал-лейтенант, командир 6-й пехотной дивизии
- Георг фрайхерр фон Бёзелагер, 18.01.1941 — обер-лейтенант, командир 1-й (конной) роты 6-го разведывательного батальона
- Герман Хеннике, 21.08.1941 — оберстлейтенант, командир 37-го пехотного полка
- Эрнст-Мартин Райн, 22.12.1941 — обер-лейтенант, командир 5-й роты 18-го пехотного полка
- Ганс-Вальтер Мёллер, 06.09.1942 — унтер-офицер, командир взвода 11-й роты 58-го пехотного полка
- Франц Шмитцер, 26.09.1942 — обер-ефрейтор, наводчик 4-й батареи 6-го артиллерийского полка
- Хайнц Фурбах, 04.10.1942 — полковник, командир 58-го пехотного полка
- Альбрехт Шнитгер, 07.10.1942 — обер-фельдфебель, командир взвода 6-й роты 18-го пехотного полка
- Карл Беккер, 29.10.1942 — полковник, командир 18-го пехотного полка
- Штефан-Генрих Хёке, 28.07.1943 — оберстлейтенант, командир 18-го пехотного полка
- Ганс-Вернер Деппе, 14.08.1943 — обер-лейтенант, командир 3-й роты 58-го пехотного полка
- Фердинанд Роос, 16.08.1943 — ефрейтор, командир штабного отделения 3-й роты 6-го саперного батальона
- Фердинанд Кюстер, 27.10.1943 — обер-лейтенант, командир 1-й роты 58-го пехотного полка
- Йоханнес Ромпцик, 22.11.1943 — лейтенант резерва, командир 6-й роты 18-го пехотного полка
- Йоханнес Бойе, 11.01.1944 — полковник, командир 37-го пехотного полка
- Отто-Герман Брюкер, 14.04.1945 — генерал-майор, командир 6-й народно-гренадерской дивизии

### Рыцарский Крест Железного креста с Дубовыми листьями (2)
- Георг фрайхерр фон Бёзелагер (№ 53), 31.12.1941 — ротмистр, командир 1-й (конной) роты 6-го разведывательного батальона
- Хорст Гроссманн (№ 292), 04.09.1943 — генерал-лейтенант, командир 6-й пехотной дивизии